# Hof Kaldenberg

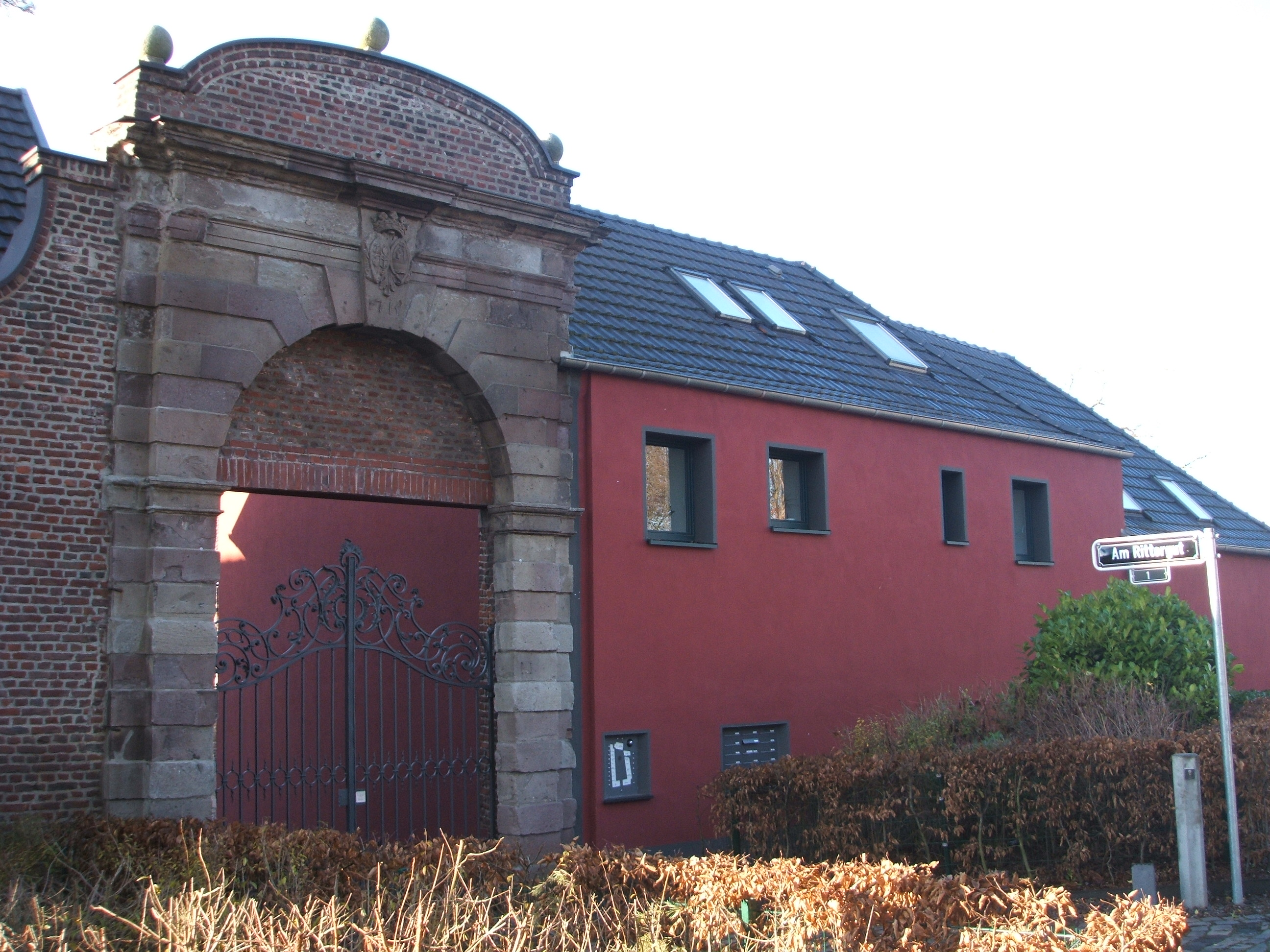
Hof Kaldenberg – Tor mit ehemaligen Bedienstetenhaus

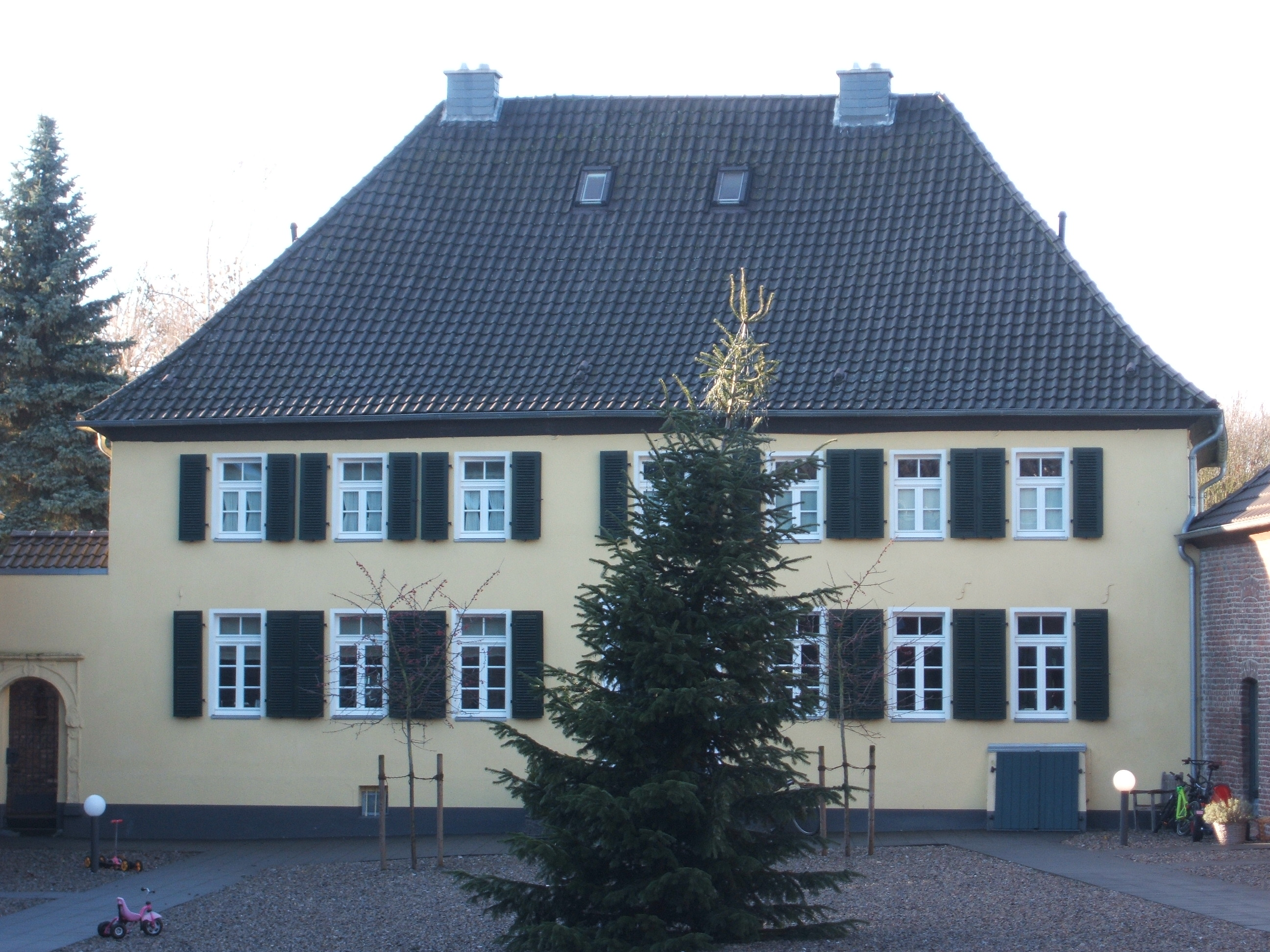
Hof Kaldenberg – Haupthaus

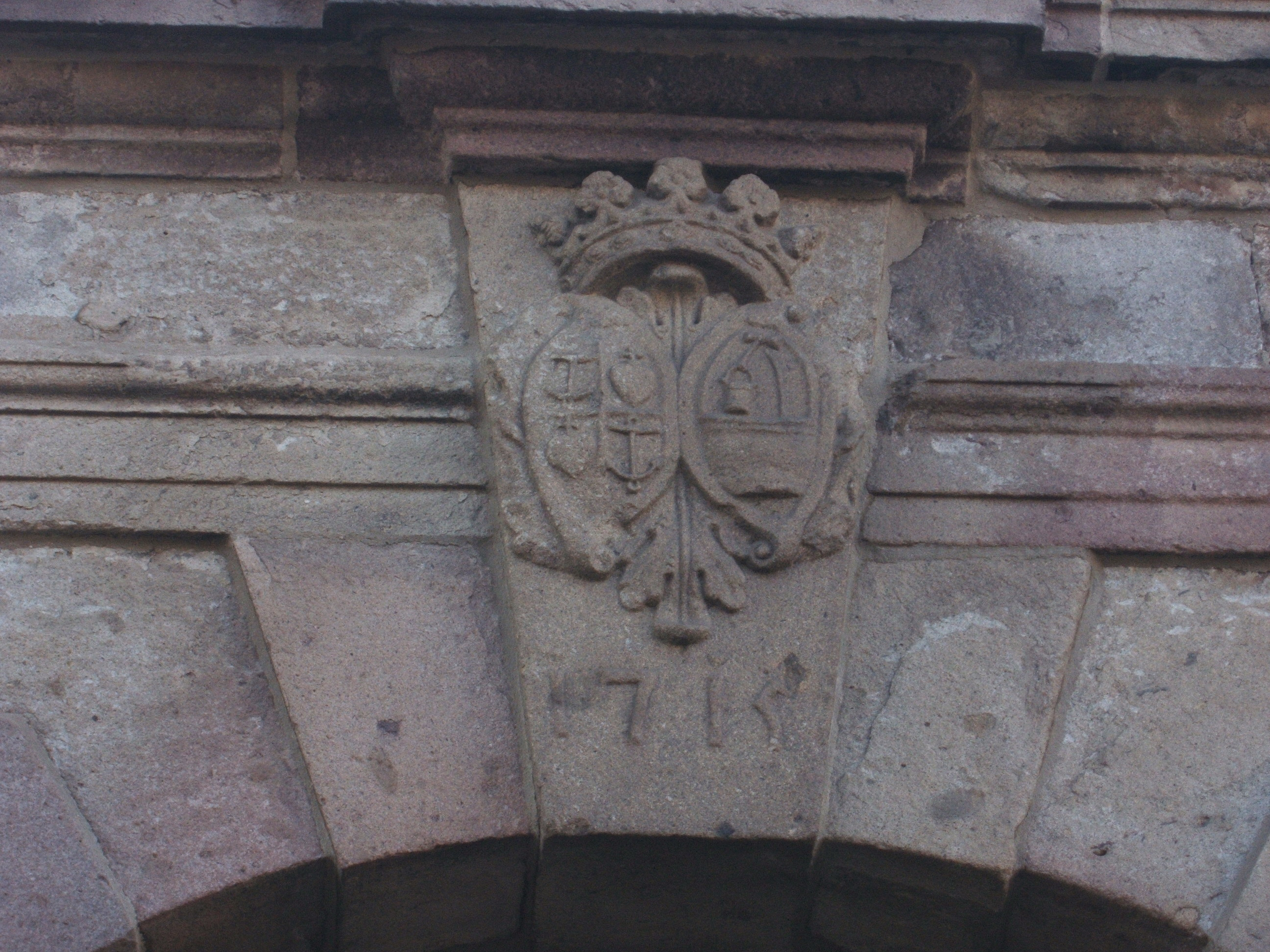
Hof Kaldenberg – Allianzwappen und Jahreszahl am Torhaus

Der Hof Kaldenberg ist eine der bedeutendsten barocken Hofanlagen des Düsseldorfer Nordens. Die Hofanlage befindet sich an der Einbrunger Straße 12 (neue Anschrift: Am Rittergut 1) im Stadtteil Wittlaer, Ortsteil Einbrungen.

## Geschichte
Der Hof wird urkundlich bereits im 15. Jahrhundert erwähnt. Zu dieser Zeit erscheint er als einer der drei freien Höfe Einbrungens. Die Gebäude der heutigen Hofanlage wurden zum großen Teil im ausgehenden 19. bzw. im 20. Jahrhundert errichtet. Das Haupthaus und das Torhaus dagegen stammen aus der Zeit des Barock. Das Torhaus ist auf das Jahr 1715 datiert.
Der erste erwähnte Besitzer ist Ritter Godert von Hanxlede. Die Herren von Hanxleden waren vom 15. bis Ende des 17. Jahrhunderts Besitzer Kaldenbergs. Nach dem Tod des letzten von Hanxleden auf Kaldenberg, dem kinderlosen Johann Friedrich von Hanxleden, fiel Kaldenberg an Johann Friedrichs Nichte Catharina Angela von Himmelberg, die mit Herman Gottfried von Schwartz verheiratet war. Letzterer verkaufte das Gut 1710 an Johann Bernhard von Francken, später kurpfälzischer Gesandter und Minister, dem zum Beispiel auch Gut Düsselstein in der Flinger Straße in Düsseldorf oder das Haus Kastein im Neandertal gehörte. Von Francken renovierte die Anlage, errichtete auch den Torbogen und brachte für sich und seine Ehefrau Anna Sibila von und zum Pütz (auch: Putz) ein entsprechendes Allianzwappen an.
1725 verkaufte Francken die Anlage an Franz Carl Graf von Winkelhausen. Mit dessen kinderlosem Tod fiel der gesamte Besitz an seine Schwester Isabella von Winkelhausen, die mit Edmund Florenz Cornelius Graf von Hatzfeld zu Burg Weisweiler, kaiserlicher General, pfälzischer Geheimrat, Marschall und Amtmann zu Düsseldorf, verheiratet war. Im Zuge einer Erbteilung fiel eine Hälfte Kaldenbergs an die Hatzfeld-Wildenberg, die andere Hälfte an Freifrau Anna Johanna Rosina Antoinette von Nagel zu Vornholz, geborene von Tastungen. Ihre Nachkommen verkauften ihre Hälfte von Kaldenberg 1803 an Freiherr Joseph Caspar von und zum Pütz, der zuvor auch die Hatzfeldtsche Hälfte erworben hatte. Nach 1807 wiederum ersteigerte Graf von Hatzfeldt den vollständigen Rittersitz. Nach dem Zweiten Weltkrieg fiel das Rittergut an die Stadt Düsseldorf, 1957 an die Graf-Recke-Stiftung und 1998 an die heutige Besitzerin. 
In den 2000er Jahren wurde die Anlage vollständig renoviert. Am 13. September 2009, Tag des offenen Denkmals, wurde in Einbrungen mit der Aufführung des Stückes „572 Jahre Kaldenberger Hof. Das Spiel zum Rittergut Kaldenberg“ die Inbetriebnahme des Ritterguts als Wohnhof gefeiert.

## Gebäude
Die vierflügelige Anlage besteht aus einem Wohnhaus, an beiden Seiten anschließende Wirtschaftsgebäude sowie einem Torbau. Das Wohnhaus mit pfannengedecktem Walmdach ist verputzt und hof- und feldseitig jeweils in sieben Achsen unterteilt. Die Fenster im Erdgeschoss sind größer als im Obergeschoss. Der Eingang hat Faschen mit Ohren. Die Fenster haben Klappläden. Unter dem rechten Fenster des Erdgeschosses findet sich ein Zugang zum Keller, der nur einen Teil der Hausgrundfläche ausmacht. Die Wirtschaftsgebäude bestehen aus unverputztem Backstein. Das Torhaus mit früherer rundbogiger Öffnung wurde mit barocken Formen verblendet und weist ein Allianzwappen mit Krone und der Jahreszahl 1715 auf. Der Backsteingiebel ist mit Kugelaufsätzen verziert. An das Torhaus schließt sich rechts ein verputztes Haus für Bedienstete an.

## Denkmalschutz
Die Hof- und Gutsgebäude sind seit dem 20. Februar 1984 als Baudenkmal geschützt. Seit dem 10. September 2003 ist das Gelände des Hofs auch als Bodendenkmal unter Schutz gestellt.